# Задняя лестничная мышца
Задняя лестничная мышца (лат. Musculus scalenus posterior) начинается от поперечных отростков 4,5 и 6 шейных позвонков, направляется вниз позади средней лестничной мышцы и прикрепляется к наружной поверхности II ребра.

## Функция
Задняя лестничная мышца поднимает II ребро и  грудную клетку, действуя как мышца вдоха. При фиксированных рёбрах, сокращаясь с обеих сторон она сгибает шейную часть позвоночника кпереди, а при одностороннем сокращении сгибает и поворачивает её в свою сторону.